# Jeanne Philippar-Quinet
Jeanne Philippar-Quinet, née le 17 décembre 1867 à Paris où elle est morte le 29 novembre 1959, est une peintre française.

## Biographie
Jeanne Charlotte Philippar est la fille de Jean Isidore Philippar, docteur en médecine et de Marie Louise Eugénie Gaumont.
À l'Académie Julian, elle est élève de Jules Lefebvre, Tony Robert-Fleury, puis expose à partir de 1907.
En 1890 à Paris, elle épouse Paul Henri Herzmann-Quinet.
Elle obtient une mention honorable en 1898, une médaille de bronze en 1905, le prix Eugène-Piot en 1927, puis le prix Blanche-Roullier en 1942.
Elle est morte à l'hôpital Bichat à l'âge de 91 ans.